# 1e Tsjechoslowaakse Onafhankelijke Pantserbrigadegroep

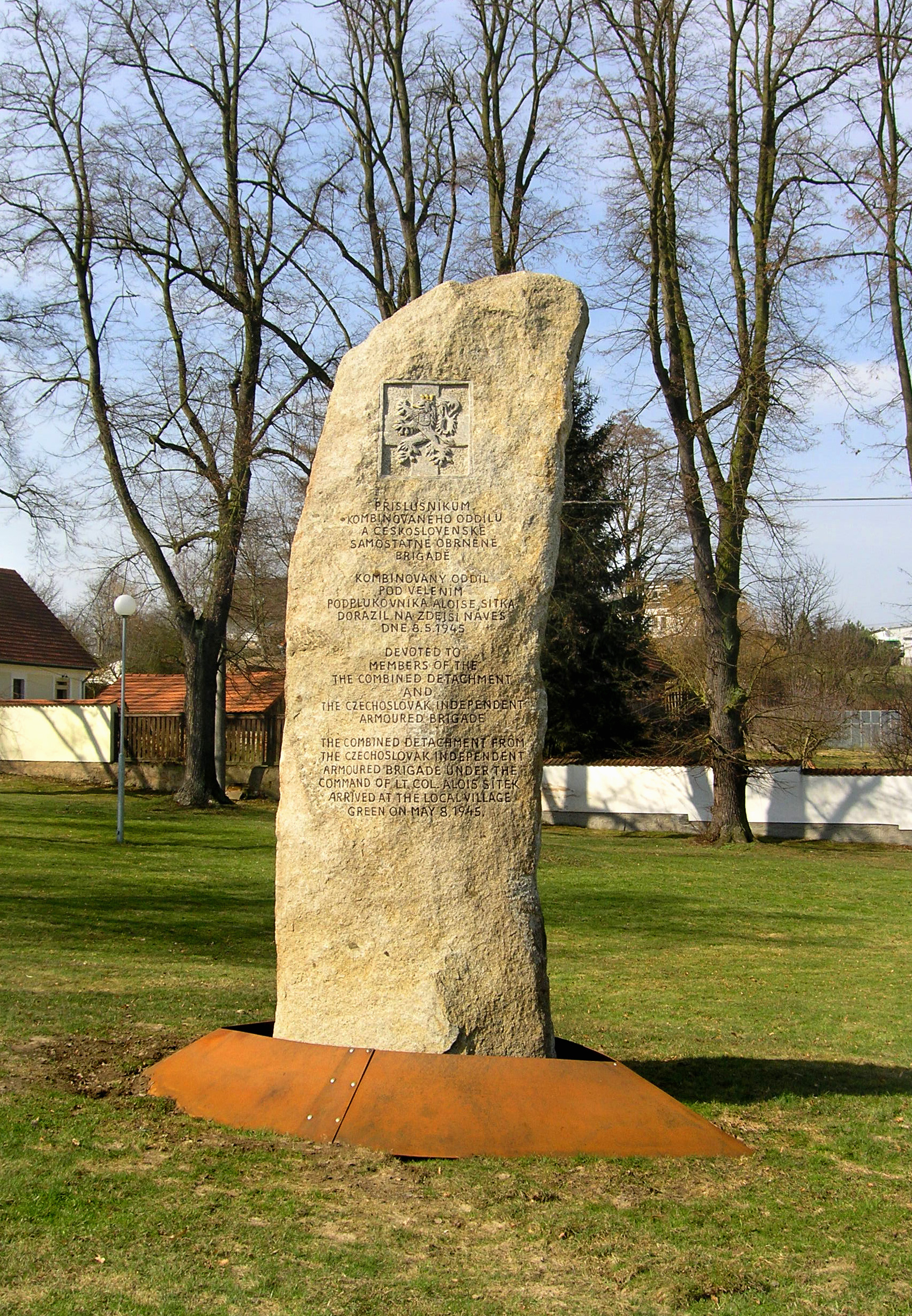
Een herdenkingsmonument voor de leden van de 1e Tsjechoslowaakse Onafhankelijke Pantserbrigadegroep

De 1e Tsjechoslowaakse Onafhankelijke Pantserbrigadegroep (Tsjechisch: Československá samostatná obrněná brigáda) was een Tsjechoslowaakse pantsereenheid tijdens de Tweede Wereldoorlog. De eenheid werd in 1943 in Groot-Brittannië opgericht.

## Formatie
De 1e Tsjechoslowaakse Pantserbrigade werd op 1 september 1943 opgericht toen de 1e Tsjechoslowaakse Onafhankelijke Brigade (oorspronkelijk in juli 1940 opgericht als de 1e Tsjechoslowaakse Gemengde Brigade bestaande uit de resten van de 1e Tsjechoslowaakse Divisie) omgevormd werd tot een pantserbrigade en omgedoopt werd in de 1e Tsjechoslowaakse Onafhankelijke Pantserbrigadegroep (afgekort tot de 1e Tsjechoslowaakse Pantserbrigade of 1e CSIABG). De brigade stond onder bevel van generaal-majoor Alois Liška.

## Belegering van Duinkerke
De formatie bleef tot de zomer van 1944 in Groot-Brittannië voor training, daarna vertrok het 4.000 man sterke formatie naar Normandië. Daar voegde de formatie op 30 augustus 1944 zich bij de 21e Legergroep bij Falaise. Op 6 oktober rukte de formatie op richting Duinkerke en loste daar op de oostflank de 154e (Hoogland) Infanteriebrigade af. De brigade werd toegevoegd aan het Eerste Canadese Leger, die verantwoordelijk was voor de belegering van Duinkerke. De tankeenheid bestond voornamelijk uit Cromwell tanks, maar ook uit Sherman Fireflys, M5 Stuarts en Crusader AA tanks.
De 1e Brigade bleef gedurende de oorlog betrokken bij de belegering van Duinkerke. Op 28 oktober 1944, de Tsjechoslowaakse Onafhankelijkheidsdag, werd een succesvolle aanval uitgevoerd op de Duitse posities. Tijdens deze tijd werd de brigade versterkt met Franse eenheden gevormd uit de lokale Forces Françaises de l'Intérieur. Op 15 oktober werden deze eenheden samengevoegd tot de 110e Franse Infanterieregiment bestaande uit twee bataljons en op 24 januari 1945 werd het regiment hervormd tot de 51e Franse Infanterieregiment en uitgebreid tot vier bataljons. Verschillende Britse en Canadese formaties hebben de belegering van Duinkerke verschillende keren ook ondersteund.
In november 1944 werd de brigade overgeheveld van het Eerste Canadese Leger en direct onder bevel van Montgomery’s 21e Legergroep geplaatst. In de lente van 1945 werd de 1e Pantserbrigade uitgebreid tot 5.900 Tsjechoslowaakse officieren en manschappen. De manschappen werden gerekruteerd uit Tsjechoslowaken die in het bevrijde Frankrijk woonden en een andere groep (een tankbataljon, een artillerieregiment, een motorcompagnie en een geniecompagnie) bestond uit Tsjechen die gediend hadden in de Wehrmacht en in Normandië krijgsgevangen waren genomen door de geallieerden.

## Terugkeer naar Tsjecho-Slowakije
Op 23 april 1945 werd een 140 man sterke eenheid onder leiding van majoor Sítek weggehaald van troepen die Duinkerke aan het belegeren was en toegevoegd aan het Amerikaanse Derde Leger. De eenheid hees op 1 mei 1945 de Tsjechoslowaakse vlag op de grens bij Cheb.
Het Duitse garnizoen bij Duinkerke gaf zich pas op 9 mei 1945 over en hierdoor vielen 15.500 Duitse troepen en drie U-boten in handen van de Tsjechoslowaken. De brigade rukte daarna op richting Praag en bereikte de stad op 18 mei 1945, acht dagen na aankomst van de door de Sovjet-Unie gesteunde Tsjechoslowaakse troepen van Ludvík Svoboda.
Tijdens de belegering van Duinkerke leed de Tsjechoslowaakse Pantserbrigade 668 verliezen; 167 doden, 461 gewonden en 40 vermisten.

## Eenheden
In september 1944 bestond de 1e Pantserbrigade uit:
- 1e Tsjechoslowaakse Tankbataljon
- 2e Tsjechoslowaakse Tankbataljon
- 1e Tsjechoslowaakse Gemotoriseerde Infanteriebataljon (twee compagnieën)
- Artillerieregiment (twee bataljons)
- Antitankbataljon
- Verkenningssquadron (werd eind 1944 de 3e Tsjechoslowaakse Tankbataljon)

In mei 1945 bestond de 1e Pantserbrigade uit:
- 1e Tsjechoslowaakse Tankbataljon
- 2e Tsjechoslowaakse Tankbataljon
- 3e Tsjechoslowaakse Tankbataljon
- 1e Tsjechoslowaakse Gemotoriseerde Infanteriebataljon (vier compagnieën)
- Artillerieregiment (drie bataljons)
- Antitankbataljon